# Picower Institute for Learning and Memory
Le Picower Institute for Learning and Memory ou Institut Picower pour l'apprentissage et la mémoire, est avec le McGovern Institute for Brain Research  et le Department of Brain and Cognitive Sciences, l'un des trois groupes d'études des neurosciences au MIT. L'institut est concentré sur l'étude de tous les aspects de l'apprentissage et de la mémoire; plus spécifiquement, il a reçu plus de 50 millions de dollars pour étudier la maladie d'Alzheimer, la schizophrénie et d'autres maladies similaires.
Quand il a été créé en 1994, l'institut a été principalement financé par la Fondation Sherman-Fairchild, le RIKEN Brain Science Institute et le National Institute of Mental Health. Il a été rebaptisé après avoir reçu 50 millions de dollars de subvention de la Picower Fondation en 2002.
Le 1er juillet 2009, le professeur Li-Huei Tsai est devenu le directeur de la de l'Institut Picower. L'institut est dirigé par le fondateur et prix Nobel Susumu Tonegawa jusqu'à sa démission le 31 décembre 2006, motivée par sa conviction qu'« une nouvelle génération de leadership est nécessaire. »